# 沙倫
沙倫（？—1962年10月6日），筆名小蝙蝠，已故印度尼西亞記者、編劇。他在日惹出生，少年時曾在鐵路公司工作，之後投身新聞界，為多份報刊撰寫稿件，直至逝世為止。他在1933年創辦《觀察報》，為該報撰寫語調激昂的社評，令報社一度被迫關閉。此外他還在1930年代末至1940年代初參與東印度群島電影業，為《月光曲》等多部大熱電影撰寫劇本。

## 早年生涯
沙倫生於荷屬東印度日惹，父親是日惹蘇丹國的宮廷內臣。小時候他曾經在兩所小學讀書，但是未完成學業，就要投身職場，當上清洗馬車的工人和報販，後來才通過筆試，取得小學學歷。之後他來到殖民地首府巴達維亞（今雅加達），在鐵路車站擔任員工，並於幾個月後接受邀請，參與鐵路及電車職工會會刊的編務。
在此期間，沙倫對新聞事業產生了興趣。於是他首先離開鐵路公司，轉為多份主流報章（包括華資的《商報》和《競報》）撰寫稿件，然後在1933年和種植園主烏內·朱乃迪創辦日報《觀察報》，並以筆名「小蝙蝠」撰寫社評。在當年的東印度群島，社評是小型報紙的主要欄目，有的記者以筆名行世，本名卻鮮為人知。雖然《觀察報》的銷量節節上升，不過沙倫的社評語調激昂，有一次他還表態支持民族主義運動，形容穆罕默德·胡斯尼·譚林是「印度尼西亞聯合共和國」的總理，這可能是荷蘭殖民政府在1930年代中期一度查禁《觀察報》的原因。

## 電影生涯
《觀察報》被查禁後，民族主義者在1937年成立安塔拉通訊社，生意日漸壯大。這時，由荷蘭人經營的安尼塔通讯社邀請沙倫擔任土著新聞組主管，同時分擔翻譯稿件的工作。另外，荷蘭記者阿爾貝特·巴林克和華裔電影導演約書亞·王、奧斯尼爾·王決定合拍電影《月光曲》之後，在1936年前後和沙倫接觸，報道稱，巴林克等人本來只是打算讓沙倫改良對白，但是最後沙倫卻成為第一編劇，而由於沙倫之前曾經為馬來語話劇團效力，所以他創作的劇本一方面遵循了戲劇傳統，另一方面也受到土著觀眾的歡迎。本片由拉登·莫赫達爾和魯姬亞主演，講述男女主角的愛情故事，結果大收旺場，在東印度群島創下票房記錄，直到印尼獨立後才在1953年被《危機》打破。這部電影在英屬馬來亞也取得20萬叻幣的票房收入。
《月光曲》大獲成功之後，沙倫與本片大部分台前幕後人員一起轉投陳氏影業。他們為陳氏拍攝的第一部電影《法蒂瑪》（1938年）以預算成本7,000盾完成，結果同樣獲得佳績，錄得200,000盾的票房收入。一年後，沙倫從「蒙面俠蘇洛」的故事取材，為陳氏完成另一部編劇作品《黑烏鴉》，卻在同年前後因為利用日本資金影響當地傳媒而被荷蘭殖民政府逮捕，在監獄待了9個月。
在接下來的三年裏，沙倫創作了7部電影劇本，他首先在1940年加盟友聯影業，為該公司完成了四部作品，首部作品《溢血財產》講述大地主為富不仁，最終自嚐惡果的故事，第二部作品《用性命償還》描述慈善家巴蘇基、一事無成的烏馬爾、他們兩家人和另外幾家人之間的互動，均於1940年上畫，其餘兩部作品《純潔的愛情》和《女人與鬥士》則在翌年上映。隨後沙倫轉投星辰影業，為該公司的作品《高利貸者》、《伯王梭蒙冤記》和《作惡的父親》擔任編劇。在此期間，沙倫也回到了恢復運作的《觀察報》報社，再次為該報執筆。

## 晚年生涯
文獻沒有記載沙倫在日佔時期（1942年－1945年）和獨立戰爭時期（1945年－1949年）的經歷。他在1953年復出，並再次以「小蝙蝠」的名義為《世界畫像報》（Lukisan Dunia）、《人民會議報》（Dewan Rakjat）、《茂物新聞》（Warta Bogor）等多份報章撰寫文章，其中《茂物新聞》是沙倫自辦的報紙。除此之外，晚年的他還在雅加達芝巴蓉開辦了小蝙蝠酒店、狐蝠酒店、蹄蝠酒店等好幾家以蝙蝠品種命名的酒店，結果同樣取得成功。1962年10月6日，沙倫於西爪哇省茂物市逝世。

## 作品

### 編劇作品
- 《月光曲》（1937年）
- 《法蒂瑪》（1938年）
- 《黑烏鴉》（1939年）
- 《溢血財產》（1940年）
- 《用性命償還》（1940年）
- 《纯洁的爱情》（1941年）
- 《女人與鬥士》（1941年）
- 《高利貸者》（1941年）
- 《伯王梭蒙冤記》（1941年）
- 《作惡的父親》（1941年）

### 著作
- 《印度尼西亞新聞界的帷幕背後》（Dibelakang Lajar Journalistiek Indonesia，1936年）[23]

## 腳註
1. ↑  夏基安 1965，第7頁.
2. ↑  KBBI，第613頁.
3. 1 2  I.N. 1981，第145頁.
4. 1 2 3 4 5  Filmindonesia.or.id, Saeroen.
5. ↑  I.N. 1981，第146頁.
6. ↑  I.N. 1981，第147頁.
7. ↑  Biran 2009，第169, 171頁.
8. ↑  Anwar 2004，第84頁.
9. ↑  Biran 2009，第171頁.
10. ↑  Biran 2009，第175頁.
11. ↑  Filmindonesia.or.id, Filmography.
12. ↑  Biran 2009，第176頁.
13. 1 2 3  I.N. 1981，第150頁.
14. ↑  Filmindonesia.or.id, Harta Berdarah.
15. ↑  Filmindonesia.or.id, Bajar dengan Djiwa.
16. 1 2  Biran 2009，第233頁.
17. ↑  Filmindonesia.or.id, Lintah Darat.
18. ↑  WorldCat, Pah Wongso Tersangka.
19. ↑  Filmindonesia.or.id, Ajah Berdosa.
20. ↑  Biran 2009，第234頁.
21. ↑  KBBI，第610頁.
22. ↑  KBBI，第653頁.
23. ↑  WorldCat, Dibelakang Lajar Journalistiek.

## 外部連結
- 沙倫在互联网电影资料库（IMDb）上的資料（英文）